# Fynes Moryson
Fynes Moryson (1566-1630) fue un escritor y viajero inglés. Nacido en el condado de Lincolnshire, fue educado en la Universidad de Cambridge. Recorrió gran parte de Europa, Asia Menor y Palestina, y en 1600 fue nombrado secretario del virrey de Irlanda. 
En 1617 se publicó en Londres una voluminosa obra titulada An Itinerary containing his ten years' travel. En ella realiza muy interesantes observaciones sobre la Europa de su tiempo. Mucho más tarde de su muerte, ya en pleno siglo XVIII, se publicó en Dublín en 1735, la segunda parte de esta obra, History of Ireland from the year 1599 to 1603.